# La Grande Bretèche (Tours)
Pour les articles homonymes, voir La Grande Bretèche (homonymie).
Le couvent de la Grande Bretèche se situe dans la commune de Tours en France. Il dispose d'un bel espace puisqu'au-dessus de ses bâtiments qui longent la Loire s'étend un très grand parc qui domine Tours et la Loire. 
Une chapelle dédiée à la Présentation de la Vierge au Temple occupe le centre du lieu, elle est encadrée symétriquement par deux bâtiments en pierre blanche. Elle abrite entre autres un retable en céramique d'Avisseau et une grande Vierge à l'Enfant (fin XVe début XVIe siècle).

## Histoire
En 1996 la chapelle de la Grande Bretèche est restaurée. 
Le 19 septembre 1996, le pape Jean-Paul II en visite à Tours pour trois jours séjourne à la Grande Bretèche.

### Période contemporaine
Aujourd'hui la Grande Bretèche abrite les sœurs dominicaines de la Présentation de Tours. La Grande Bretèche est équipée d'un auditorium pouvant accueillir 200 personnes. Le lieu est utilisé pour des rencontres et des conférences.

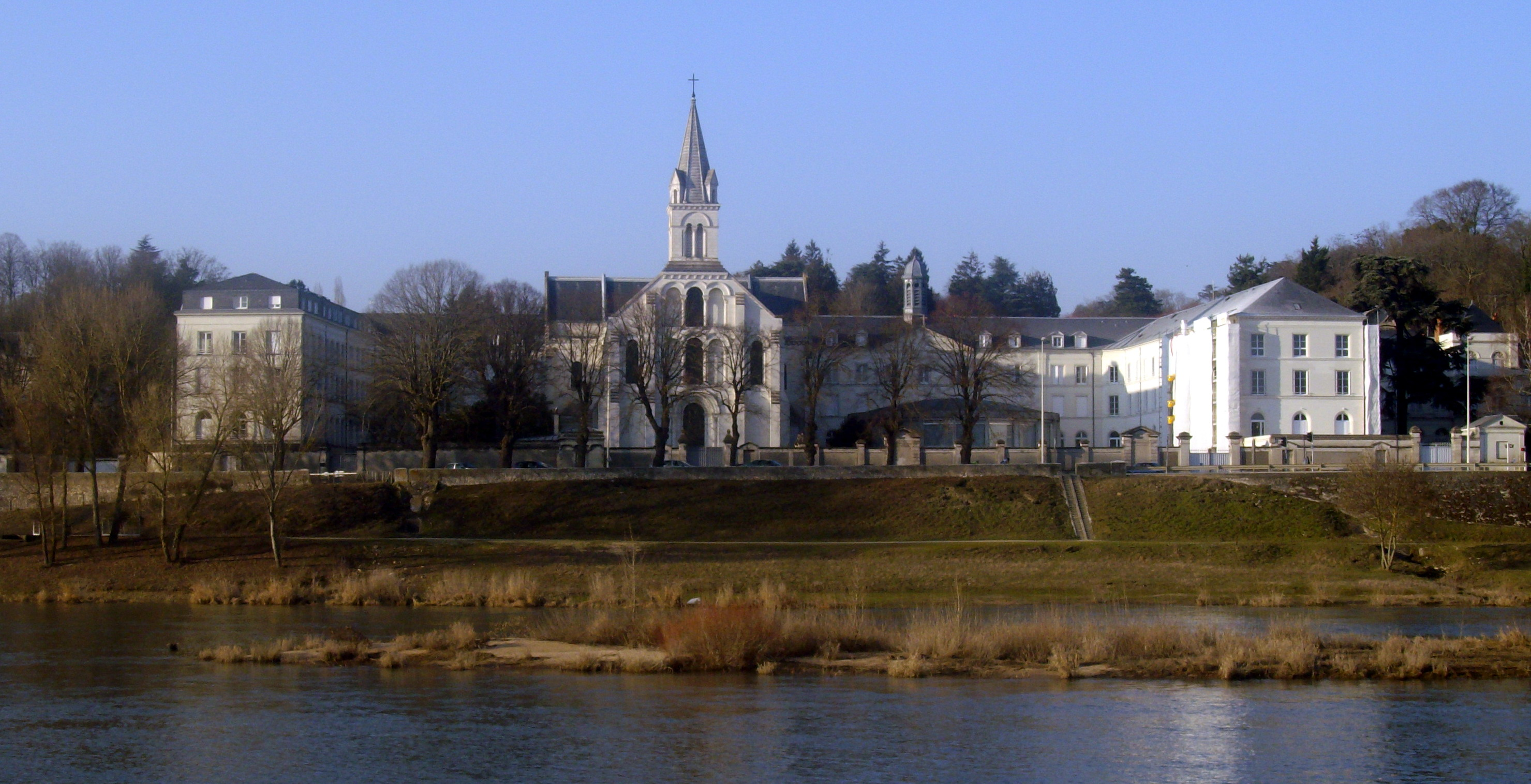
La Grande Bretèche à Tours (façade sud)
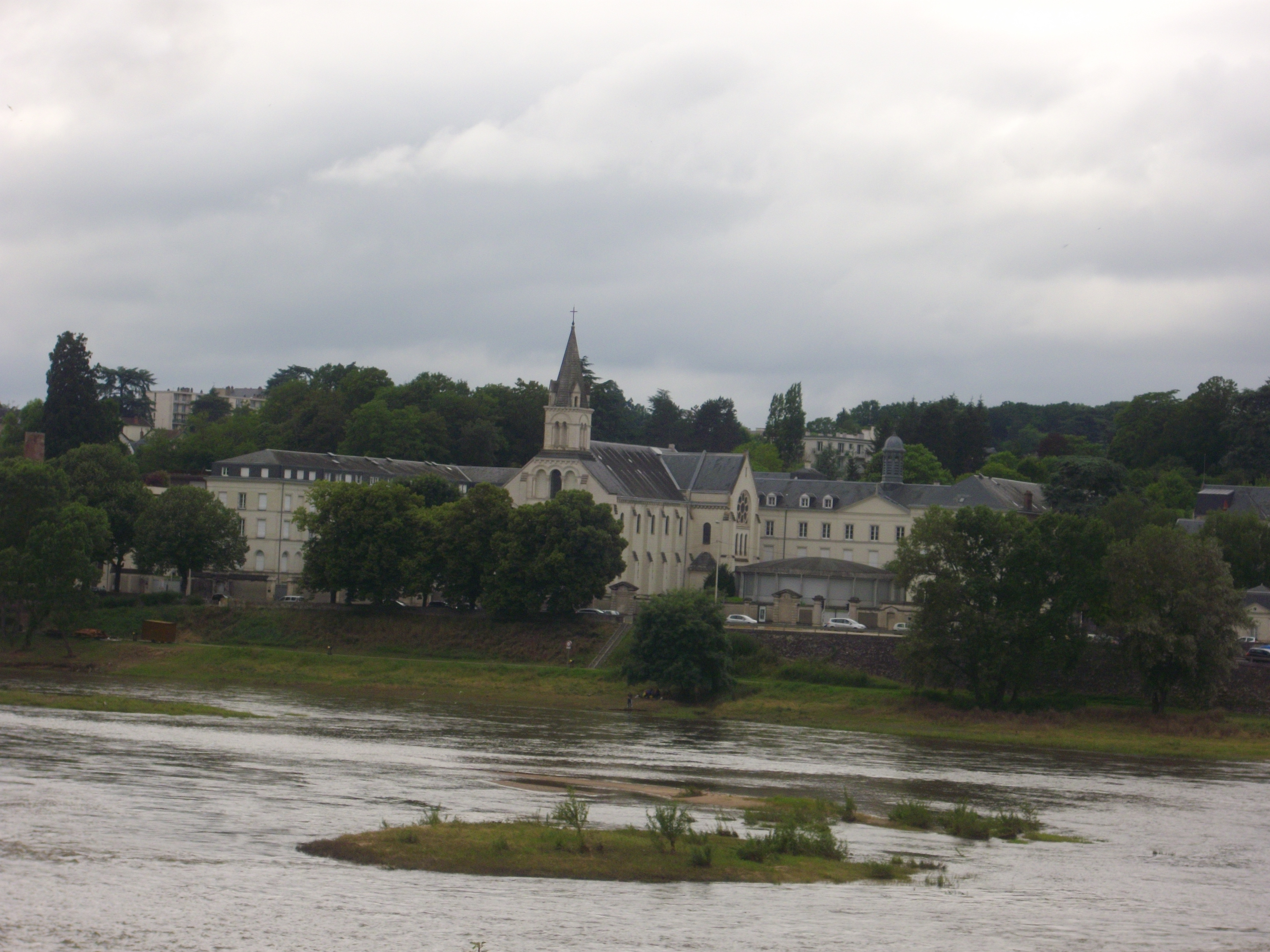

## Personnages attachés à ce lieu
- Jean-Paul II
- Sœur Marie Séraphie